# حكيم بن حزام
حكيم بن حزام بن خويلد بن أسد بن عبد العزى (65 ق هـ - 558م /54 هـ - 674م) صحابي جليل، وهو ابن أخي خديجة بنت خويلد أم المؤمنين. مولده بمكة المكرمة، شهد حرب الفجار، وكان صديقا مقرباً للنبي محمد قبل البعثة وبعدها، وقد تاجرا معاً في سوق حباشة في الجاهلية.
عمر طويلا، قيل عاش نحو 120 سنة. وكان من سادات قريش في الجاهلية والإسلام، تاجراً بلدانيًا عالما بالنسب. أسلم يوم فتح مكة، وفيه الحديث يومئذ: (من دخل دار أبي سفيان فهو آمن، ومن دخل دار حكيم بن حزام فهو آمن). له في كتب الحديث 40 حديثا. توفي بالمدينة المنورة.
قال الذهبي: « حكيم بن حزام ابن خويلد بن أسد بن عبد العزى بن قصي بن كلاب، أبو خالد القرشي الأسدي. أسلم يوم الفتح وحسن إسلامه. وغزا حنينا والطائف. وكان من أشراف قريش، وعقلائها، ونبلائها وكانت خديجة عمته، وكان الزبير ابن عمه». وقال محمد بن عمر الواقدي: «وقدم حكيم بن حزام المدينة، ونزلها وبنى بها دارًا عند بلاط الفاكهة عند زقاق الصواغين، ومات بالمدينة سنة أربع وخمسين في خلافة معاوية بن أبي سفيان وهو ابن مائة وعشرين سنة».

## النسب
- حَكِيم بن حِزَام بن خويلد بن أسد بن عبد العزى بن قصي بن كلاب بن مرة بن كعب بن لؤي بن غالب بن فهر بن مالك بن النضر (قريش) بن كنانة بن خزيمة بن مدركة بن إلياس بن مضر بن نزار بن معد بن عدنان.
- أمه: أم حَكِيم بنت زُهَير بن الحارث بن أسد بن عبد العُزَّى بن قُصَيّ.

## إسلامه
اسلم عام الفتح وقال عنه الرسول (إن بمكة لأربعة نفر أربأ بهم عن الشرك، وأرغب لهم في الإسلام : عتاب بن أسيد، وجبير بن مطعم، وحكيم بن حزام، وسهيل بن عمرو).وغزا حنينا والطائف، بعد غزوة حنين سأل حكيم بن حزام رسول الله من الغنائم فأعطاه، ثم سأله فأعطاه، حتى بلغ ما أخذه مائة بعير، وكان يومئذ حديث عهد بالإسلام، فقال له النبي : «يا حكيم، إن هذه الأموال حلوة خضرة، فمن أخذها بسخاوة نفس بورك له فيها، ومن أخذها بإشراف نفس لم يبارك له فيها، وكان كالذي يأكل ولا يشبع واليد العليا خير من اليد السفلى» 
فلما سمع حكيم بن حزام ذلك من النبي قال : (واللهِ يا رسول الله، والذي بعثك بالحق لا أسأل أحدا بعدك شيئا، ولا آخذ من أحد شيئا بعدك حتى أفارق الدنيا)
وبر حكيم بقسمه أصدق البر، ففي عهد أبي بكر دعاه الصديق أكثر من مرة لأخذ عطاء من بيت مال المسلمين فأبى أن يأخذه، ولما آلت الخلافة إلى الفاروق دعاه مرة ثانية إلى أخذ عطاء فأبى أن يأخذه، فقام عمر في الناس
وقال : (أشهدكم يا معشر المسلمين، أني أدعو حكيما إلى أخذ عطائه فيأبى) 
وظل حكيم كذلك لم يأخذ من أحد شيئا حتى فارق الحياة
مات سنه اربع وخمسين من الهجرة في مكة وقيل أنه عاش 120 سنة ستون في الجاهلية وستون في الإسلام
ولد حكيم في جوف الكعبة ، وعاش مئة وعشرين سنة.
دخلت امه مع طائفه من صويحباتها إلى جوف الكعبة للتفرج عليها وكانت الكعبة المشرفه يومئذ مفتوحه لمناسبه من المناسبات وكانت وقتها حاملاً به ففاجئها المخاض وهي في داخل الكعبة فلم تستطيع مغادرتها .... فجئ لها بقطعه من الجلد فوضعت مولودها عليه وكان هذا هو ميلاد حكيم بن حزام بن خويلد
وحكيم بن حزام هو ابن أخو ام المؤمنين السيده خديجه بنت خويلد رضى الله عنها
نشأ حكيم بن حزام في اسره عريقه النسب عريضة الجاه واسعة الثراء وكان إلى ذلك عاقلاً شريفاً فاضلاً فجعله القوم سيدهم واسندوا اليه منصب الرفادة والرفادة هي اعانة المحتاجين والمنقطعين من الحجاج فكان يخرج من ماله الخاص ما يرفد به المنقطعين من حجاج بيت الله الحرام في الجاهلية
وقد كان حكيم صديقاً حميماُ لرسول الله ﷺ قبل البعثة فهو وان كان اكبرسناً من النبى الكريم ﷺ بخمس سنوات الا انه كان يألفه ويأنس به ويرتاح إلى صحبته ومجالسته وكان رسول الله ﷺ يبادله وداً بود وصداقه بصداقه ثم جاءت آصرة النسب فوثقت ما بينهما من علاقه وذلك حين تزوج النبى ﷺ من عمته السيده خديجه بنت خويلد رضى الله عنها
ففى الليلة التي سبقت فتح مكة قال عليه الصلاة والسلام لاصحابه ان بمكة لاربعة نفر اربأ بهم من الشرك وارغب لهم في الإسلام ... فقيل : ومن هم يا رسول الله
قال ﷺ : عتاب بن أسيد وجبير بن مطعم وحكيم بن حزام وسهيل بن عمرو
وحين دخل رسول الله ﷺ مكة فاتحاً ابى الا ان يُكرم حكيم بن حزام فأمر مناديه ان ينادى : من شهد ان لا اله الا الله وحده لا شريك له وان محمداً عبده ورسوله فهو آمن ..ومن جلس عند الكعبة فوضع سلاحه فهو آمن ... ومن اغلق عليه بابه فهو آمن ... ومن دخل دار ابى سفيان فهو آمن .. ومن دخل دار حكيم بن حزام فهو آمن.( دار حكيم بن حزام في اسفل مكة ودار ابى سفيان في اعلاها )
قال البخاري في تاريخه : عاش ستين سنة في الجاهلية، وستين في الإسلام .
إسلامه : أسلم يوم الفتح، وحسن إسلامه، وغزا حنيناً والطائف .
حدث عنه ابنه هشام بن حكيم، وهو صحابي مثل أبيه .
وكان ابنه هذا صليباً مهيباً، كان يأمر بالمعروف، وينهى عن المنكر، فكان عمر رضي الله عنه إذا رأى مُنكراً قال : أمّا ما عِشتُ أنا وهشام بن حكيم، فلا يكون هذا .
قال الإمام الذهبي : وكان حكيم علامة بالنسب فقيه النفس كبير الشأن .
من مناقبه : قال حكيم بن حزام رضي الله عنه : كان محمد ﷺ أحب الناس إلي في الجاهلية، فلما نبئ وهاجر، شهد حكيم الموسم كافراً، فوجد حلة لذي يزن تباع، فاشتراها بخمسين دينارا، ليهديها إلى رسول الله، فقدم بها عليه المدينة، فأراده على قبضها هدية، فأبى . قال : إنا لا نقبل من المشركين شيئا، ولكن إن شئت بالثمن . قال حكيم : فأعطيته حين أبى علي الهدية، يعني بالثمن .
فلبسها، فرأيتها عليه على المنبر، فلم أر شيئا أحسن منه يومئذ فيها، ثم أعطاها أسامة، فرآها حكيم على أسامة، فقال : يا أسامة أتلبس حلة ذي يزن ؟ قال : نعم ! والله لأنا خير منه، ولأبي خير من أبيه .
قال حكيم بن حزام رضي الله عنه : يا رسول الله أرأيت أشياء كنت أتحنث بها في الجاهلية من صدقة أو عتاقة وصلة رحم، فهل فيها من أجر ؟ فقال النبي ﷺ : أسلمت على ما سلف من خير . رواه البخاري ومسلم .
وفي رواية لمسلم : قلت : فو الله لا أدع شيئا صنعته في الجاهلية إلا فعلت في الإسلام مثله . وكان أعتق في الجاهلية مائة رقبة وحمل على مائة بعير، ثم أعتق في الإسلام مائة رقبة وحمل على مائة بعير .
قال مصعب بن عثمان سمعتهم يقولون : لم يدخل دار الندوة للرأي أحد حتى بلغ أربعين سنة إلا حكيم بن حزام فإنه دخل للرأي وهو ابن خمس عشرة .
وهذا يدلّ على رجاحة عقله رضي الله عنه .

## في السينما والتلفزيون
- 2008: مسلسل قمر بني هاشم، وقام بتجسيد دور حكيم بن حزام الممثل محمد العبادي.